# Cơm tấm
Cơm tấm hay cơm sườn là một món cơm có xuất xứ từ Việt Nam, với thành phần chủ đạo gồm gạo tấm, thịt lợn nướng, trứng ốp la, nước mắm cùng nhiều nguyên liệu khác. Dù có nhiều tên gọi ở các vùng miền khác nhau, tuy nhiên nguyên liệu và cách thức chế biến của món ăn này lại gần như tương tự. Trong số đó, Sài Gòn được biết đến như một trong những địa danh nổi tiếng nhất gắn liền với món cơm tấm. Cơm tấm trước đây chủ yếu chỉ dùng cho bữa sáng, nhưng sau này người ta còn dùng trong cả bữa trưa lẫn bữa tối. Không chỉ phổ biến ở các hàng quán lề đường, ngày nay món ăn còn xuất hiện trong các nhà hàng, quán ăn sang trọng và trải dài rộng khắp trên lãnh thổ Việt Nam . 

## Lịch sử
Cơm tấm là một món ăn xuất phát từ những người lao động nghèo, có nguồn gốc từ Sài Gòn và là món ăn thường ngày của những người phu gạo cùng khổ. Trong thời Pháp thuộc, chành gạo Bình Đông bên bờ kênh Tàu Hủ gần khu vực Chợ Lớn (nay là Quận 6) là nơi tiếp nhận lúa gạo từ khắp các tỉnh miền Tây chuyển về. Sau mỗi ngày làm việc, phu gạo sẽ quét những hạt gạo vỡ rơi vãi (tấm) quanh máy xay xát hoặc trên sàn nhà xưởng rồi nấu lên để ăn. Lý do là bởi, hạt gạo loại này ít nở và có giá thành vô cùng rẻ nên có thể dùng trong bữa cơm hằng ngày để tiết kiệm chi phí. Nhiều tài liệu cho rằng món cơm tấm được những người Hải Nam di cư sang Việt Nam mang theo. Theo một bài viết trên tạp chí Du lịch Thành phố Hồ Chí Minh, cơm tấm vốn dành bán cho thợ thuyền vào những năm 1920. Trong khi đó, báo Tuổi Trẻ thì cho biết cơm tấm dường như đã xuất hiện ở Sài Gòn từ trước năm 1945. Tuy nhiên, nhà văn Vũ Bằng lại cho rằng thời ấy "không thấy ai ăn cơm tấm" mà thay vào đó là đĩa cơm "nóng sốt, trắng tinh" được phục vụ chung với xì dầu, trứng gà và nước mỡ. Một số bài báo khác thì ghi nhận rằng trong giai đoạn đó đã xuất hiện một số hàng quán kinh doanh món ăn này, dù sở hữu những thành phần không giống nhau. Đến trước năm 1975, cơm tấm đã trở thành một thứ đồ ăn sang trọng do thói quen chi tiêu tiết kiệm của người dân.

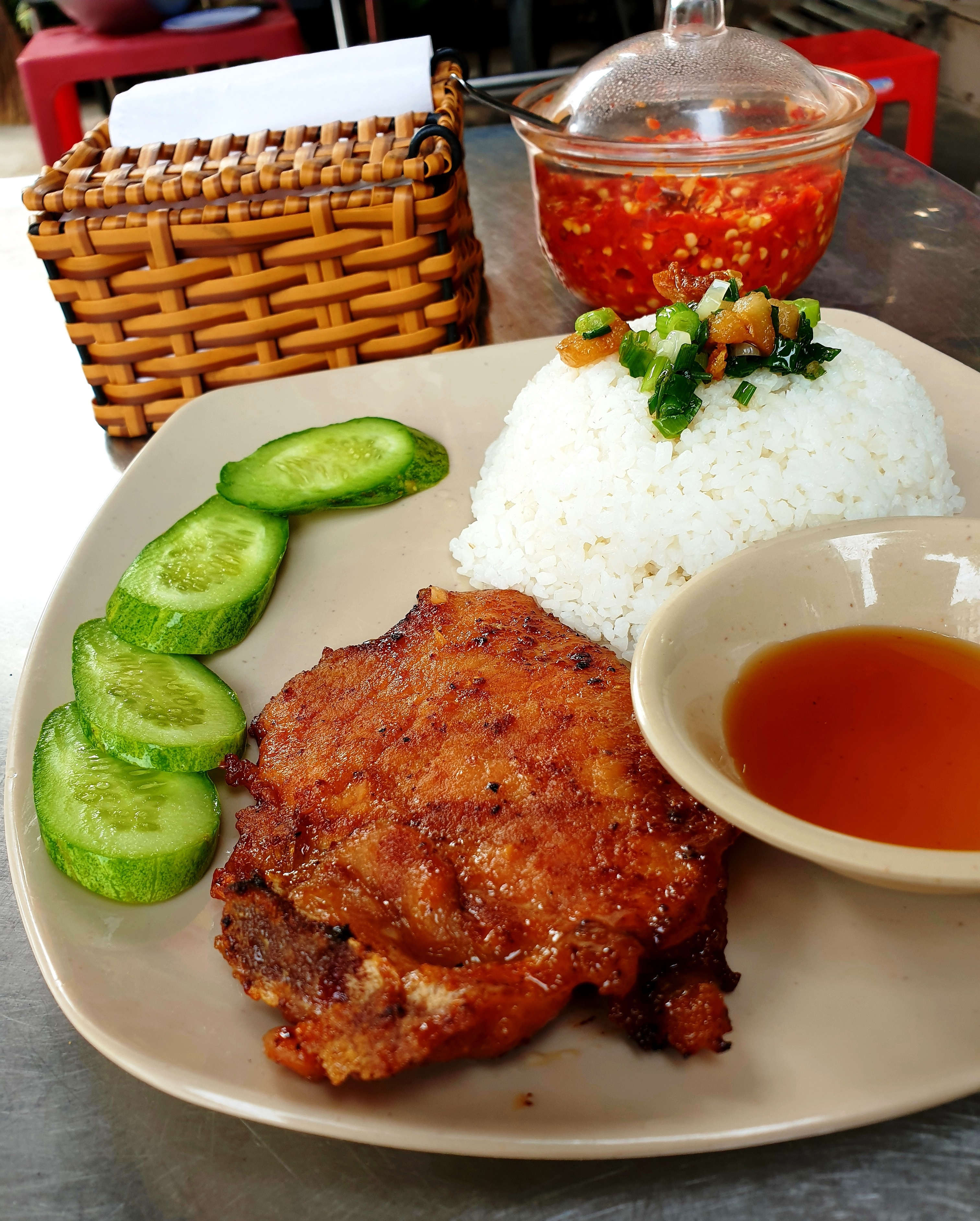
Một đĩa cơm tấm.

Theo thời gian, các món phụ ăn cùng cơm tấm ngày càng trở nên đa dạng và phong phú. Ban đầu cơm chỉ được chan với nước mắm, mỡ hành hay dần có thêm món chả trứng, bì vụn vì chỉ bán cho người nghèo. Sau này, nhằm đáp ứng nhu cầu của những thực khách giàu có nên cơm tấm có thêm sườn nướng cùng nhiều thành phần khác. Ngoài ra, phần ăn sau đó cũng bắt đầu được phục vụ với đĩa to cũng như muỗng, nĩa tương tự như các món Tây thay vì dọn ra mâm chung với bát đũa như trước, từ đó phù hợp hơn với cả người dân trong nước lẫn người nước ngoài. Trong thập niên 1970, một số tiệm cơm tấm đã trở nên nổi tiếng đối với cộng đồng người dân sinh sống tại Sài Gòn. Cơm tấm Thuận Kiều tọa lạc tại Quận 11 là một ví dụ điển hình trong số đó, được cho là nơi khai sinh ra phong cách cơm tấm ăn kèm sườn nướng, chả trứng, bì trộn thính và nước mắm chua ngọt.

## Thành phần và cách chế biến
Thành phần chủ yếu của cơm tấm là gạo tấm, tức là phần đầu của hạt gạo bị bể ra trong quá trình sàng sảy, có màu trắng đục hơn và cứng hơn so với thân gạo. Phần tấm mẳn này chứa mầm phôi để gạo nảy mầm và cám gạo, nên khi nấu xong thường có mùi thơm, vị hơi ngọt và bổ dưỡng. Thời xưa, người ta thường sử dụng loại tấm mẳn này để nấu cơm, nhưng sau này thành phần chủ yếu lại là hạt gạo bể hoặc gạo gãy. Tấm phải chọn loại mới, có màu trắng đục. Trước đây các quán cơm nổi tiếng thường sử dụng tấm Tài nguyên trồng tại Long An, sau này lại có thêm loại ST25 đến từ Sóc Trăng. Theo cách truyền thống, cơm tấm ngon nhất khi sử dụng nồi đất hoặc nồi gang nấu trên củi lửa. Cho tấm vào nước nấu sôi rồi khuấy đều, khi nước gần thì cạn hạ nhỏ lửa, xới cơm và để than liu riu cho đến khi cơm chín. Tuy nhiên, ngày nay nhiều người thường sử dụng kiểu hấp cách thủy với mục đích tiết kiệm thời gian. Trước khi nấu, gạo tấm sẽ được ngâm với nước vài giờ cho hạt gạo mềm rồi hấp cách thủy đến khi chín. Cơm tấm ngon nhất khi có độ ráo, mềm, xốp, ngọt lịm, đủ độ chắc cũng như thơm mùi gạo.

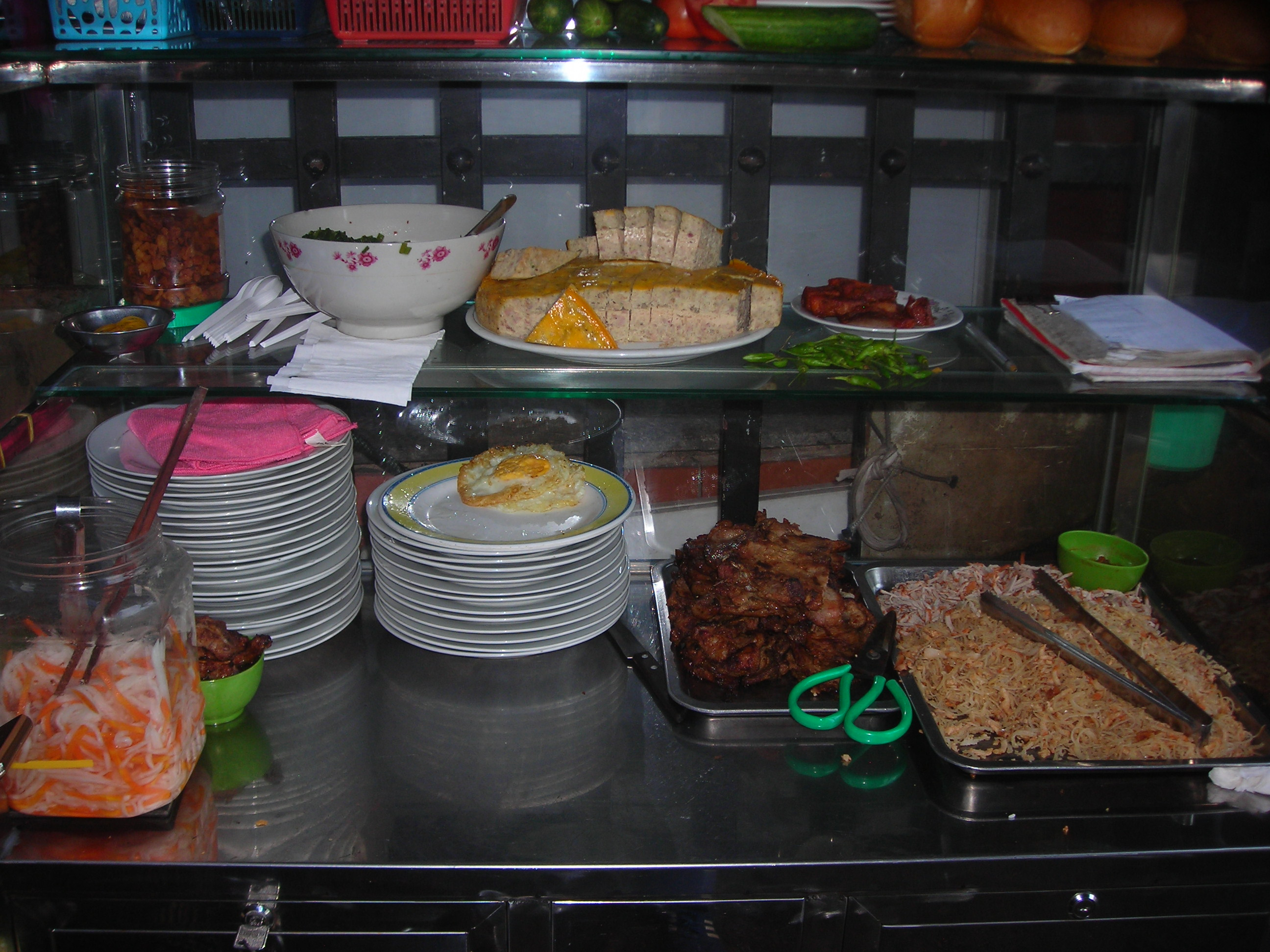
Khu vực chế biến của một tiệm Cơm tấm.

Những món ăn cùng cơm tấm phổ biến và được ưa chuộng nhất chính là thịt sườn, bì và chả trứng. Món sườn dùng trong cơm tấm được ướp gia vị đầy đủ và nướng trên than củi sao cho có màu vàng ánh, đậm đà, giòn bên ngoài nhưng mềm ngọt bên trong. Mỗi nơi sẽ có một bí quyết nướng sườn riêng tạo nên nét đặc trưng của món ăn này, song phần lớn vẫn dựa trên nguyên liệu cơ bản là đường và nước mắm. Thông thường, nhiều hàng quán sẽ nướng sườn ngay trước quán cơm với mục đích thu hút thực khách. Trong khi đó, phần chả được làm từ thịt heo xay nhuyễn trộn với trứng, bún gạo, mộc nhĩ, hành lá... đem đi hấp cách thủy, sau đó bài trí lên món cơm theo phong cách cắt thành miếng chữ nhật hoặc một góc hình tròn. Ngoài ra, người chế biến sẽ làm sạch da lợn, nấu nước sôi cho hết mỡ rồi thái sợi, vắt ráo trộn với thính tạo nên món bì. Bên cạnh những thành phần trên, người ta còn ăn kèm với đồ chua làm từ cà rốt, củ cải trắng, dưa muối, đu đủ hoặc vài miếng dưa leo, cà chua cùng bát canh rau củ.
Mỗi đĩa cơm tấm đều đi kèm bát nước mắm pha kèm ớt, đường và nước lọc với tỉ lệ phù hợp để có vị chua ngọt – vốn được xem là "linh hồn" của món ăn. Thực thách cũng có thể cho thêm ớt tươi, đồ chua hoặc tỏi vào nước mắm tùy theo khẩu vị của từng người. Khi thưởng thức, người ăn sẽ rưới nước mắm lên trên cơm thay vì chấm vào bát. Ngoài ra, họ cũng có thể rưới thêm nước mỡ hành cũng như tóp mỡ lên cơm. Thực khách dùng muỗng nĩa để ăn cơm tấm, khác với những món ăn khác của người Việt chủ yếu sử dụng đũa. Đôi khi cơm tấm còn được ăn kèm với trứng ốp la, cá kho, thịt kho tàu, tôm rim, gà nướng, mực nhồi thịt... giống như cơm thường, cũng như thay thế nước mắm bằng xì dầu ở các quán cơm chay. Đối với biến tấu cơm tấm Long Xuyên, người chế biến sử dụng những miếng thịt khìa được thái sợi mỏng thay cho món sườn to như ở Sài Gòn, đồng thời phần bì lợn và trứng kho cũng được xắt nhỏ hơn. Trong hầu hết các quán ăn, thực khách có thể tùy ý lựa chọn khẩu phần ăn phù hợp với bản thân mình.

## Đón nhận

### Ảnh hưởng
Không chỉ được xem như một trong những thức đồ ăn đặc trưng nhất của Sài Gòn, ngày nay cơm tấm còn có mặt ở khắp mọi nơi trên lãnh thổ Việt Nam với nhiều tên gọi khác nhau. Tại thành phố khai sinh ra nó, cơm tấm có thể được tìm thấy ở bất kỳ đâu, kể cả trong các ngõ hẻm hoặc trên vỉa hè. Vốn là một món ăn bình dân dành cho tầng lớp lao động nghèo hoặc học sinh, sinh viên, sau này nó còn xuất hiện trong những quán ăn sang trọng và nổi tiếng, phục vụ đủ mọi tầng lớp khác nhau. Người dân có thể tiêu thụ cơm tấm trong cả buổi sáng, trưa, chiều và kể cả buổi tối – còn được gọi là cơm tấm "ma".

### Đánh giá
Ngày nay, cơm tấm là một trong những món ăn phổ biến và được coi là một phần của "văn hóa Sài Gòn". Sự phổ biến của món ăn lớn đến nỗi đã có một câu nói ẩn dụ phổ biến rằng: "Người Sài Gòn ăn Cơm Tấm như người Hà Nội ăn Phở".
Tháng 3 năm 2012, trong một bài báo CNN đã nhận xét rằng Cơm tấm là món ăn hè phố bình dân hấp dẫn. Ngày 1 tháng 8 năm 2012, Tổ chức Kỷ lục châu Á đã công nhận kỷ lục Châu Á về giá trị ẩm thực cho Cơm tấm Sài Gòn cùng chín món ăn Việt Nam khác.